# Éruption du Kelud en 1586
L'éruption du Kelud en 1586 est une éruption volcanique du Kelud, un volcan indonésien situé à Java, en l'année 1586. Ayant tué environ 10 000 personnes, elle est l'une des éruptions les plus meurtrières des temps historiques.